# Mahamevnāwa Park

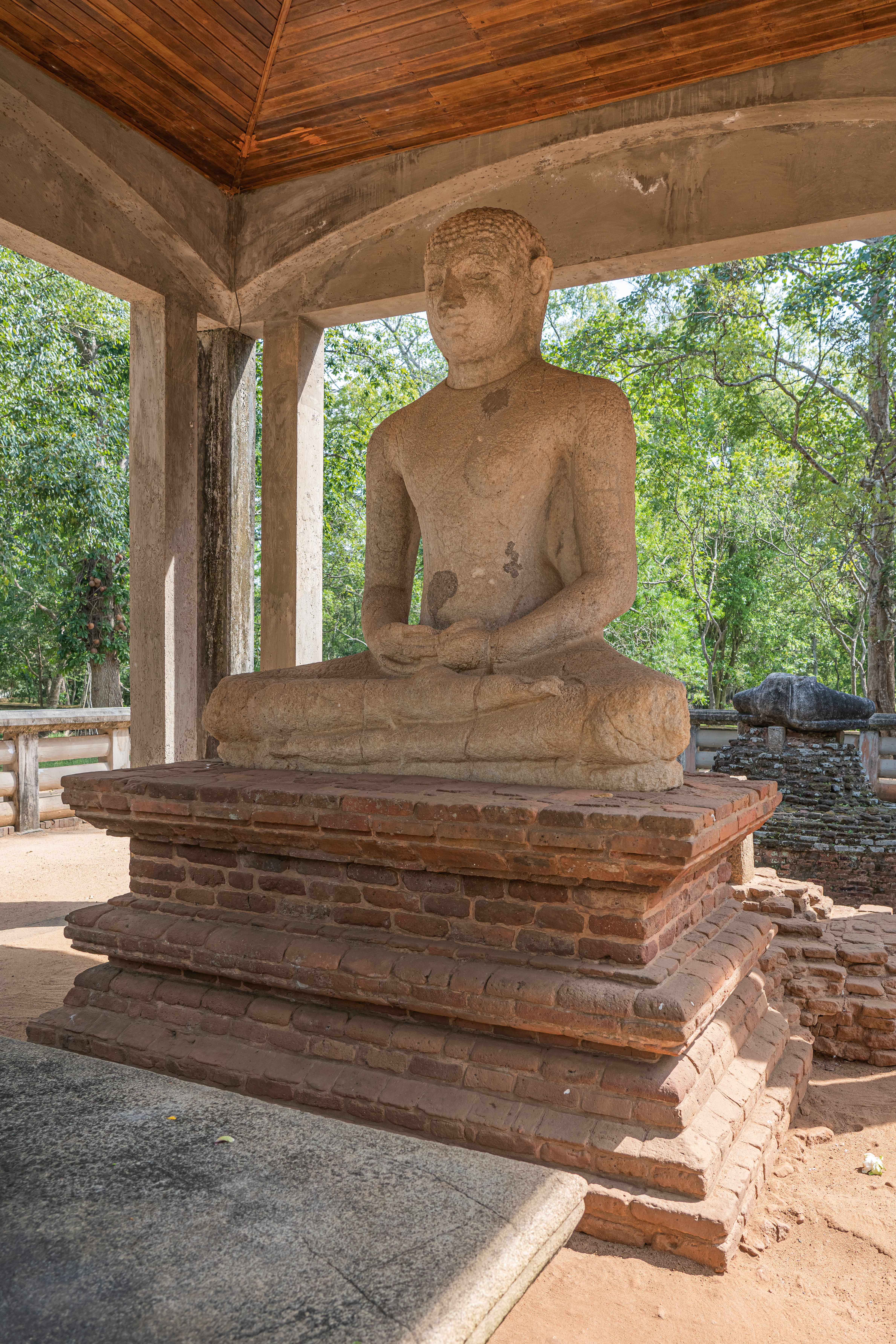
Samadhi Statue

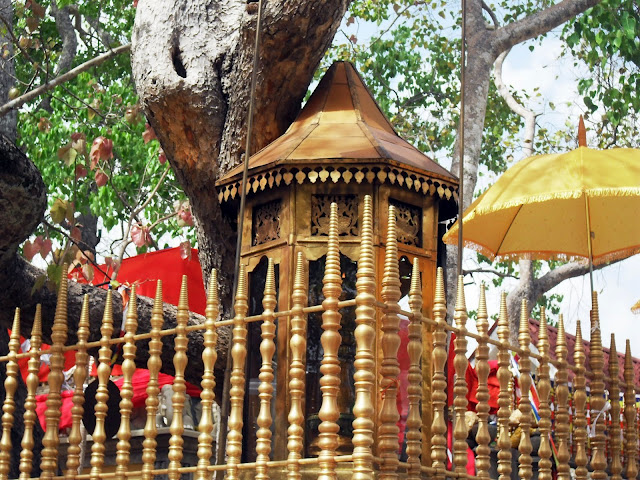
Goldener Zaun am Jaya Sri Maha Bodhi.

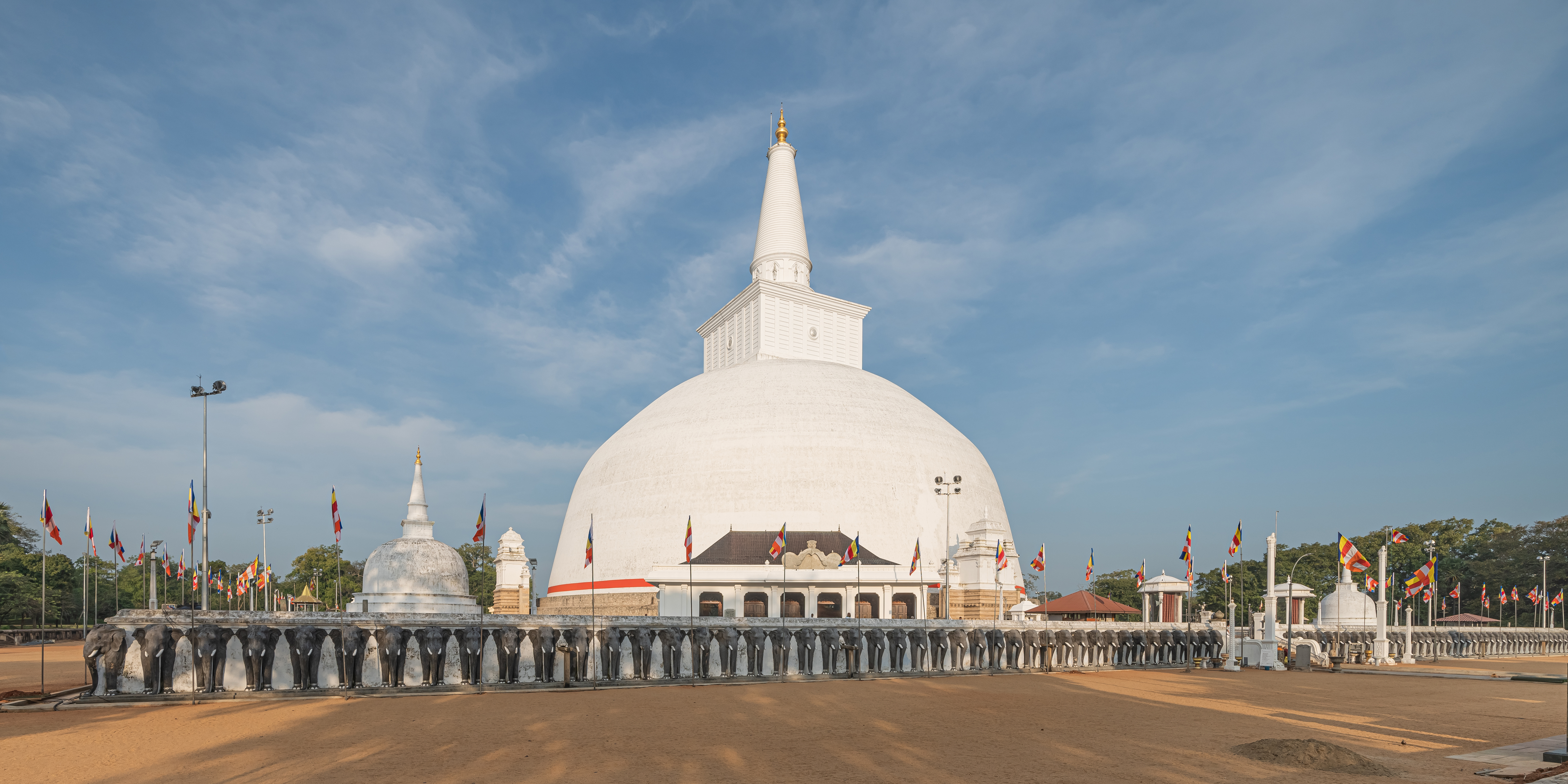
Ruwanveli Stupa

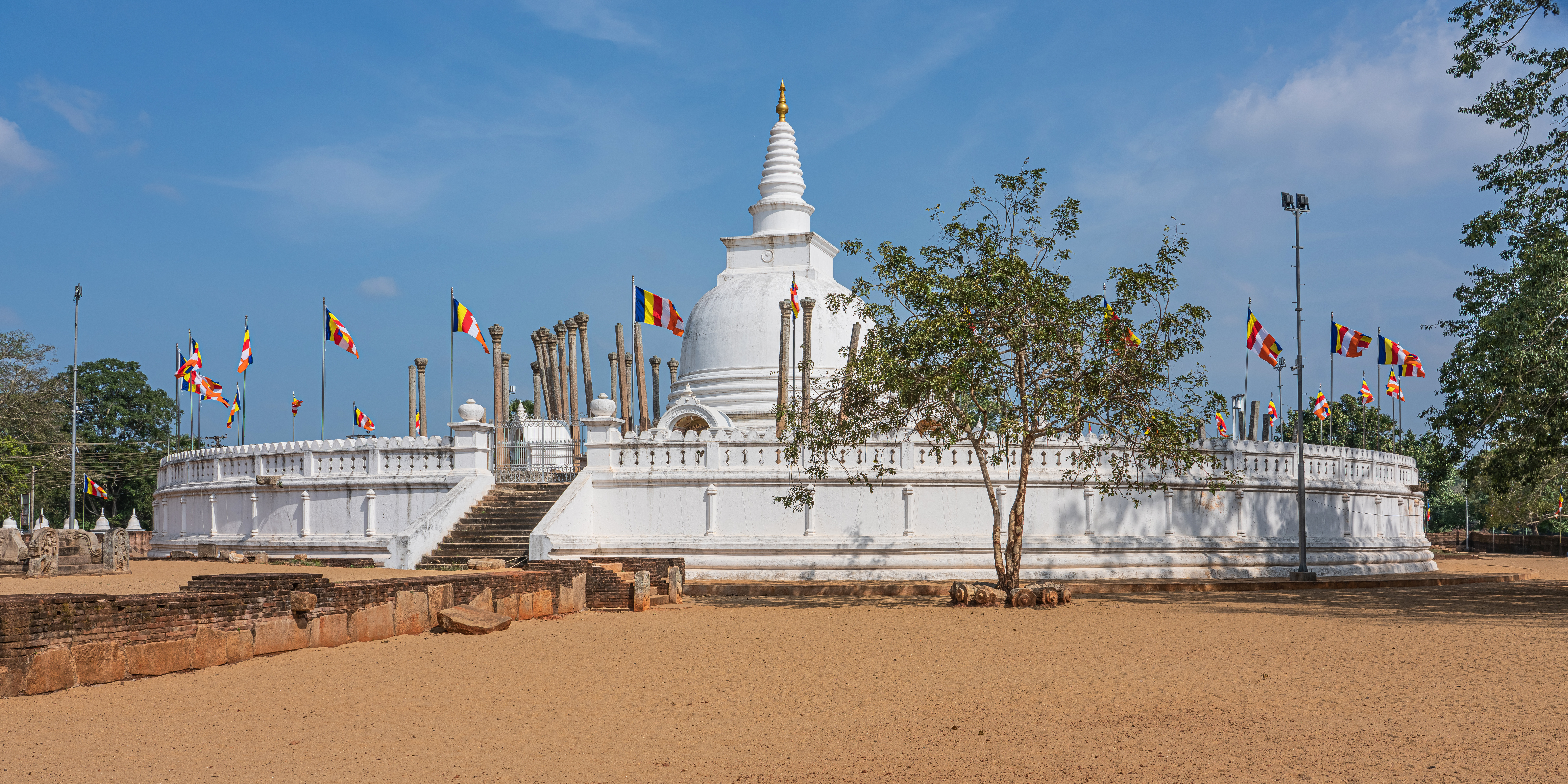
Thūpārāma Stupa

Mahamevnāwa (Mahāmēgha, singhalesisch මහමෙවුනා උයන) ist ein antiker Park in Anuradhapura, Sri Lanka. Die Gärten wurde von König Mutasiva (367–307 v.C.) angelegt. Nach der Überlieferung war er der Sohn von König Pandukabhaya und der Vater von König Devanampiya Tissa.

## Geschichte
Pandukabhaya war der Gründer der Stadt Anuradhapura. König Mutasiva baute zwei königliche Gärten, nachdem er seinem Vater auf den Thron folgte. Die Gärten lagen nach Süden und außerhalb der alten Hauptstadt Anuradhapura.  Der Garten „Nandana“ (Jōtivana) lag unmittelbar hinter dem Südtor und dahinter lag „Mahāmēgha“.
An dem durch Orakel als günstig festgelegten Datum, an dem die Arbeiten am Park begannen, gab es einen ungewöhnlich starken Regenschauer, so dass der Garten den Namen „maha (=schwerer) megha (=Schauer)“ erhielt. Laut der Überlieferung des Mahavamsa („Große Chronik“) gab es in dem Garten eine Fülle von verschiedenen Bäumen für Früchte und Blumen.

## Geographie
Der Park liegt heute westlich des Bahnhofs von Anuradhapura. Er wird nach Westen vom Fluss Malwathu Oya begrenzt. In seinem Gebiet liegen Thissa Wewa, Basawkkulama Tank, Bulan Kulama Tank, Perimiyankulama Wewa und Elephant Pond. Ein Teil davon gilt als Ranmasu Uyana (Royal Park).
Im Park befinden sich zahlreiche historische Monumente, unter anderem die Samadhi Statue, der Jaya-Sri-Maha-Bodhi-Baum, Ruvanveli stupa, Meth sewana (මෙත් සෙවන) und Thuparama stupa, sowie mehrere buddhistische Klöster und das Archaeological Museum (පුරාවිද්‍යා ‌කෞතුකාගාරය අනුරාධපුරය).